# Eucharistieschwestern
Die Eucharistieschwestern, auch Eucharistinnen, eigentlich Kongregation der Schwestern von der Heiligsten Eucharistie von Leitmeritz, kurz Kongregation der Schwestern von der Hl. Eucharistie, lateinisch Congregatio Sororum Sanctae Eucharistiae, Ordenskürzel CSSE, sind ein kleiner römisch-katholischer Frauenorden. Sie sind im Kloster Herrnau in der Stadt Salzburg beheimatet.

## Geschichte des Ordens

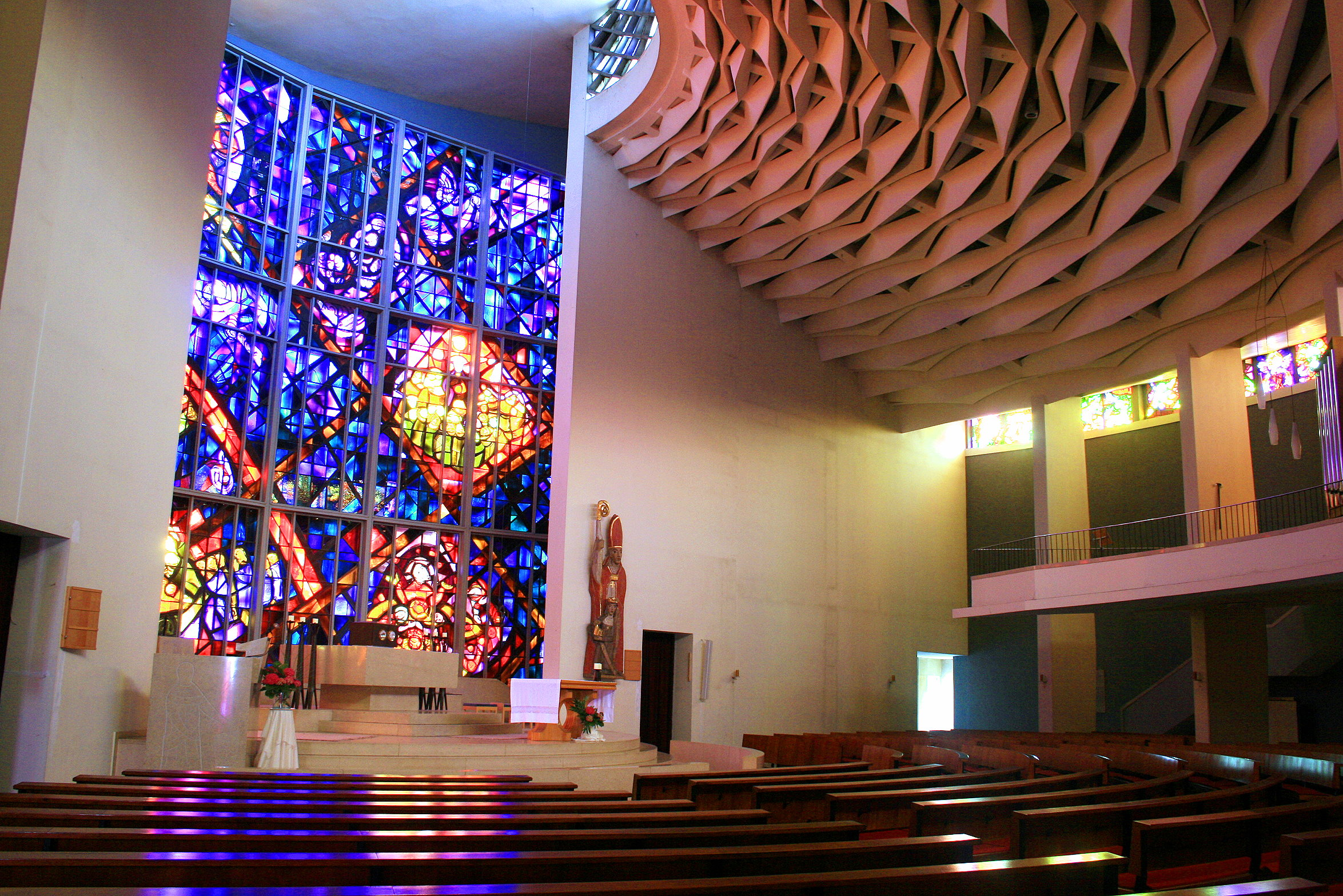
Saalraum der Pfarrkirche Hl. Erentrudis

Die Gründerin der Kongregation war Gräfin Ada Chotek, Ordensname Sr. Maria Annuntiata (1890–1939), welche die Schule am Sacré Coeur Riedenburg in Bregenz besucht hat. Ihr Vater Karl Maria Paul Anton Boguslaw Chotek von Chotkow und Wognin (1853–1926) war ein Cousin von Sophie Chotek, Fürstin von Hohenberg, der Ehefrau des österreichischen Thronfolgers Franz Ferdinand. 1930 begründete sie in Velké Březno (ehemals Großpriesen, heute Tschechien) in Nordböhmen eine Frauengemeinschaft. Hierbei unterstützte sie der damals bekannte Jesuitenpater Karl Maria von Andlau (1865–1935). In dem Buch „Antwort der Liebe, Leben und Werk von Mutter Maria Annuntiata Chotek“ (Haus Königstein-Institut für Kirchengeschichte von Böhmen-Mähren-Schlesien, 1997) sieht der Autor Rudolf Grulich in Pater Andlau „fast einen Mitbegründer der Kongregation, da er mit aufopfernder Liebe das Werk förderte, der Gründerin mit dem reichen Schatz seiner Erfahrungen zur Seite stand und manche Schwierigkeiten überwinden half.“ 1937 wurde diese als Kongregation der Schwestern von der Heiligsten Eucharistie von Leitmeritz (Litoměřice, Sitz des Bistums Leitmeritz) approbiert.
Nach dem Zweiten Weltkrieg musste der Orden 1946 die Tschechoslowakei verlassen, und der seinerzeitige Salzburger Erzbischof Andreas Rohracher gab ihnen Zuflucht. Nach einigen Zwischenstationen ließen sich die Eucharistie-Schwestern 1948 im Kapellhaus der Diözese Salzburg in der Sigmund-Haffner-Gasse 20 nieder.
Von 1957 bis 1961 wurde die Gottessiedlung zur hl. Erentrudis in Herrnau in Salzburg erbaut, womit der Orden ein neues Klostergebäude mit Kapelle erhielt. Nach den Plänen von Robert Kramreiter und den Malereien von Max Weiler ist sie ein bedeutendes Baudenkmal.

## Ordensleben
Die Eucharistieschwestern arbeiteten seit ihrer Gründung in Seelsorge und karitativem Dienst „auf der schmutzigen Dorfstraße“. Nach dem 2. Vatikanischen Konzil wurde die Wegweisung (Statuten) der Ordensgemeinschaft im Sinne des Konzilsdekretes Perfectae caritatis „Über die zeitgemäße Erneuerung des Ordenslebens“ neu gestaltet.
Heute sind die Eucharistinnen in den Pfarren Liefering, Puch bei Hallein, Rif (bei Hallein) und Waidring (in Triol) tätig und leisten Seelsorge, Trauerbegleitung und Krankenhilfe. Neben dem Leben als Ordensschwester – klösterlich oder an den Pfarren – betreibt die Gemeinschaft auch eine offenere Gemeinschaft Brot und Leben. und – 1989 wiederbelebt – die Eucharistische Gebetsgemeinschaft.

## Nachweise
- Wer wir sind → Geschichte (Memento vom 19. Februar 2013 im Webarchiv archive.today), eucharistie-schwestern.at
- Vertriebene sudetendeutsche Ordensfrauen gründeten nach dem Krieg in Salzburg ein neues Mutterhaus – Ein Beitrag des Kirchenhistorikers Prof. Dr. Rudolf Grulich
- Eucharistie-Schwestern. In: Referat für die Kulturgüter der Orden der Superiorenkonferenz der männlichen Ordensgemeinschaften Österreichs und der Vereinigung der Frauenorden Österreichs, kulturgueter.kath-orden.at
- Kloster Herrnau / Salzburg, In: Stadt Salzburg: salzburg.gv.at → Kultur → Burgen, Schlösser und Klöster
- Kongregation der Schwestern von der Heiligsten Eucharistie. In: Salzburger Nachrichten: Salzburgwiki.

1. ↑  Webseite mit Artikel zu Gräfin Ada Choteck und zur Gründung der Eucharistieschwestern (Memento vom 4. März 2016 im Internet Archive)
2. ↑  Kapellhaus. In: Salzburger Nachrichten: Salzburgwiki.
3. ↑  Zitat Wer wir sind → Geschichte, eucharistie-schwestern.at
4. ↑  Wohin gehst du? (Memento vom 19. Februar 2013 im Webarchiv archive.today), eucharistie-schwestern.at
5. ↑  Du bist gesegnet - sei ein Segen! (Memento vom 19. Februar 2013 im Webarchiv archive.today), eucharistie-schwestern.at

- "Ein Sonnenstrahl sein für alle"  – Die Historikerin Julia Nagel über die  Gründerin der Kongregation der Schwestern von der Heiligsten Eucharistie der Diözese Leitmeritz

Koordinaten: 47° 47′ 8″ N, 13° 3′ 54,9″ O